# Vincent Trout Hamlin
Vincent Trout Hamlin, meglio conosciuto come V. T. Hamlin (Perry, 10 maggio 1900 – Brooksville, 14 giugno 1993), è stato un fumettista statunitense, creatore della popolare striscia a fumetti Alley Oop, pubblicato dalla Newspaper Enterprise Association.
Vincent nacque a Perry, Iowa, da Emma Trout Hamlin e dal medico dentista Frederick Clarence Hamlin. Sin da giovane iniziò a disegnare fumetti e all'età di 11 anni creò il personaggio destinato a diventare Alley Oop. Dopo solo quattro anni pubblicò i suoi primi disegni sul giornale locale Perry Daily Chief.
Alla Perry High School Vincent era conosciuto con il soprannome di Snick e con questo pseudonimo firmò le illustrazioni realizzate per l'annuario della scuola, The Eclipse.